# Clubul Sportiv Universitatea Craiova
Ne doit pas être confondu avec Fotbal Club Universitatea Craiova.
Maillots
Actualités
Le Clubul Sportiv Universitatea Craiova est un club de football professionnel roumain basé à Craiova fondé en 2013 après la dissolution du Fotbal Club Universitatea Craiova. Le club évolue en première division depuis l'année 2014.

## Histoire
Le club est initialement fondé en 1948 en tant que section de football pour le club sportif CSU Craiova dont il faisait partie jusqu'en 1991, lorsque sa place dans le championnat de la ligue a été prise par le FC U Craiova à la suite d'un plan de privatisation. Entre 1948 et 1991, Universitatea avait remporté quatre titres nationaux et cinq coupes nationales. Cependant, au cours des deux décennies suivantes, le FC U est réorganisé à plusieurs reprises et désaffilié, ce qui l'a conduit à être rétroactivement considéré comme un successeur officieux de l'ancienne entité. En 2013, le club sportif refonde son département football, qui revendique l'histoire et les trophées de l'Universitatea Craiova d'origine. Ils ont en réalité été soutenus par certaines ordonnances du tribunal et par la Ligue de football professionnel (Liga Profesionistă de Fotbal), mais le record reste l'objet d'un différend juridique avec l'équipe du FC U également rétablie et l'incertitude persiste. En 2018, "les Blancs et Bleus" ont remporté la coupe de Roumanie, représentant leur premier trophée après la refondation, et en 2021 a remporté leur première supercoupe de Roumanie.
Lors de la saison 2016-2017, le club termine à la 5e place, ce qui le qualifie pour le troisième tour de la Ligue Europa 2017-2018 où il est éliminé par l'AC Milan. En fin de saison 2017-2018 le CS Universitatea Craiova termine à la 3e place et remporte la Coupe de Roumanie contre le FC Hermannstadt. Lors de la Ligue Europa 2018-2019 le club est éliminé par RB Leipzig.

## Bilan sportif

### Palmarès
- Championnat de Roumanie
  - Champion (4) : 1974, 1980, 1981 et 1991
  - Vice-champion (4) : 1973, 1982, 1983 et 2020

- Coupe de Roumanie
  - Vainqueur (7) : 1977, 1978, 1981, 1983, 1991, 2018 et 2021
  - Finaliste (2) : 1975 et 1985

- Supercoupe de Roumanie
  - Vainqueur (1) : 2021
  - Finaliste (1) : 2018

- Championnat de Roumanie de deuxième division
  - Champion (2) : 1964 et 2014
  - Vice-champion (1) : 1961

- Championnat de Roumanie de troisième division
  - Champion (1) : 1958

### Bilan européen
Légende
- Victoire ou qualification pour le tour suivant
- Match nul
- Défaite ou élimination de la compétition

Note : dans les résultats ci-dessous, le score du club est toujours donné en premier.
| Saison    | Compétition               | Tour                | Club                     | Domicile | Extérieur | Total             |
| --------- | ------------------------- | ------------------- | ------------------------ | -------- | --------- | ----------------- |
| 1973-1974 | Coupe UEFA                | 32es de finale      | ACF Fiorentina           | 1 - 0    | 0 - 0     | 1 - 0             |
| 1973-1974 | Coupe UEFA                | Seizièmes de finale | Standard de Liège        | 1 - 1    | 0 - 2     | 1 - 3             |
| 1974-1975 | Coupe des clubs champions | Seizièmes de finale | Åtvidabergs FF           | 2 - 1    | 1 - 3     | 3 - 4             |
| 1975-1976 | Coupe UEFA                | 32es de finale      | Étoile rouge de Belgrade | 1 - 3    | 1 - 1     | 2 - 4             |
| 1977-1978 | Coupe des coupes          | Seizièmes de finale | Olympiakos Nicosie       | 2 - 0    | 6 - 1     | 8 - 1             |
| 1977-1978 | Coupe des coupes          | Huitièmes de finale | Dynamo Moscou            | 2 - 0 ap | 0 - 2     | 2 - 2 (0 - 3 tab) |
| 1978-1979 | Coupe des coupes          | Seizièmes de finale | Fortuna Düsseldorf       | 3 - 4    | 1 - 1     | 4 - 5             |
| 1979-1980 | Coupe UEFA                | 32es de finale      | Wiener SC                | 3 - 1    | 0 - 0     | 3 - 1             |
| 1979-1980 | Coupe UEFA                | Seizièmes de finale | Leeds United             | 2 - 0    | 2 - 0     | 4 - 0             |
| 1979-1980 | Coupe UEFA                | Huitièmes de finale | Borussia Mönchengladbach | 1 - 0    | 0 - 2     | 1 - 2             |
| 1980-1981 | Coupe des clubs champions | Seizièmes de finale | Inter Milan              | 1 - 1    | 0 - 2     | 1 - 3             |
| 1981-1982 | Coupe des clubs champions | Seizièmes de finale | Olympiakos               | 3 - 0    | 0 - 2     | 3 - 2             |
| 1981-1982 | Coupe des clubs champions | Huitièmes de finale | KB Copenhague            | 4 - 1    | 0 - 1     | 4 - 2             |
| 1981-1982 | Coupe des clubs champions | Quarts de finale    | Bayern Munich            | 0 - 2    | 1 - 1     | 1 - 3             |
| 1982-1983 | Coupe UEFA                | 32es de finale      | ACF Fiorentina           | 3 - 1    | 0 - 1     | 3 - 2             |
| 1982-1983 | Coupe UEFA                | Seizièmes de finale | Shamrock Rovers          | 3 - 0    | 2 - 0     | 5 - 0             |
| 1982-1983 | Coupe UEFA                | Huitièmes de finale | Girondins de Bordeaux    | 2 - 0 ap | 0 - 1     | 2 - 1             |
| 1982-1983 | Coupe UEFA                | Quarts de finale    | FC Kaiserslautern        | 1 - 0    | 2 - 3     | 3E - 3            |
| 1982-1983 | Coupe UEFA                | Demi-finales        | SL Benfica               | 1 - 1    | 0 - 0     | 1 - 1E            |
| 1983-1984 | Coupe UEFA                | 32es de finale      | Hajduk Split             | 1 - 0    | 0 - 1 ap  | 1 - 1 (1 - 3 tab) |
| 1984-1985 | Coupe UEFA                | 32es de finale      | Real Betis               | 1 - 0 ap | 0 - 1     | 1 - 1 (5 - 3 tab) |
| 1984-1985 | Coupe UEFA                | Seizièmes de finale | Olympiakos               | 1 - 0    | 1 - 0     | 2 - 0             |
| 1984-1985 | Coupe UEFA                | Huitièmes de finale | Željezničar Sarajevo     | 2 - 0    | 0 - 4     | 2 - 4             |
| 1985-1986 | Coupe des coupes          | Seizièmes de finale | AS Monaco                | 3 - 0    | 0 - 2     | 3 - 2             |
| 1985-1986 | Coupe des coupes          | Huitièmes de finale | Dynamo Kiev              | 2 - 2    | 0 - 3     | 2 - 5             |
| 1986-1987 | Coupe UEFA                | 32es de finale      | Galatasaray SK           | 2 - 0    | 1 - 2     | 3 - 2             |
| 1986-1987 | Coupe UEFA                | Seizièmes de finale | Dundee United            | 1 - 0    | 0 - 3     | 1 - 3             |
| 1987-1988 | Coupe UEFA                | 32es de finale      | GD Chaves                | 3 - 2    | 1 - 2     | 4 - 4E            |
| 1990-1991 | Coupe UEFA                | 32es de finale      | Partizani Tirana         | 1 - 0    | 1 - 0     | 2 - 0             |
| 1990-1991 | Coupe UEFA                | Seizièmes de finale | Borussia Dortmund        | 0 - 3    | 0 - 1     | 0 - 4             |
| 2017-2018 | Ligue Europa              | Troisième tour Q    | AC Milan                 | 0 - 1    | 0 - 2     | 0 - 3             |
| 2018-2019 | Ligue Europa              | Troisième tour Q    | RB Leipzig               | 1 - 1    | 1 - 3     | 2 - 4             |
| 2019-2020 | Ligue Europa              | Premier tour Q      | Sabail FK                | 3 - 2    | 3 - 2     | 6 - 4             |
| 2019-2020 | Ligue Europa              | Deuxième tour Q     | Budapest Honvéd          | 0 - 0 ap | 0 - 0     | 0 - 0 (3 - 1 tab) |
| 2019-2020 | Ligue Europa              | Troisième tour Q    | AEK Athènes              | 0 - 2    | 1 - 1     | 1 - 3             |
| 2020-2021 | Ligue Europa              | Premier tour Q      | Lokomotiv Tbilissi       | N/A      | 1 - 2     | 1 - 2             |
| 2021-2022 | Ligue Europa Conférence   | Deuxième tour Q     | KF Laçi                  | 0 - 0    | 0 - 1     | 0 - 1             |
| 2022-2023 | Ligue Europa Conférence   | Deuxième tour Q     | Vllaznia Shkodër         | 1 - 1    | 3 - 0     | 4 - 1             |
| 2022-2023 | Ligue Europa Conférence   | Troisième tour Q    | Zorya Louhansk           | 3 - 0    | 0 - 1     | 3 - 1             |
| 2022-2023 | Ligue Europa Conférence   | Barrages Q          | Hapoël Beer-Sheva        | 1 - 1    | 2 - 2 ap  | 3 - 3 (3 - 4 tab) |
| 2024-2025 | Ligue Conférence          | Deuxième tour Q     | NK Maribor               | 3 - 2    | 0 - 2     | 3 - 4             |
| 2025-2026 | Ligue Conférence          | Deuxième tour Q     | FK Sarajevo              | 4 - 0    | 1 - 2     | 5 - 2             |
| 2025-2026 | Ligue Conférence          | Troisième tour Q    | Spartak Trnava           | 3 - 0    | 3 - 4 ap  | 6 - 4             |
| 2025-2026 | Ligue Conférence          | Barrages Q          | İstanbul Başakşehir      | -        | -         | -                 |

## Personnalités du club

### Historique des entraîneurs
- Virgil Mărdărescu
- Dumitru Teodorescu
- Constantin Teașcă
- Mircea Rădulescu
- 2013 :  Erik Lincar
- 2013-2014 :  Ovidiu Stîngă
- 2014 :  Gavril Balint
- 2014 :  Ionel Gane
- 2014-2016 :  Emil Săndoi
- 2016 :  Daniel Mogoșanu (ro)
- 2016-2017 :  Gheorghe Mulțescu (en)
- 2017-2019 :  Devis Mangia
- 2019 :  Corneliu Papură
- 2019-2020 :  Victor Pițurcă
- 2020 :  Corneliu Papură
- 2020 :  Cristiano Bergodi (en)
- 2020-2021 :  Corneliu Papură
- 2021 :  Marínos Ouzounídis
- 2021-2022 :  Laurențiu Reghecampf
- 2022 :  László Balint (en)
- 2022 :  Mirel Rădoi
- 2022-2023 :  Eugen Neagoe
- 2023 :  Laurențiu Reghecampf
- 2023-2024 :  Ivaylo Petev
- 2024 :  Dragoș Bon
- 2024-2025 :  Constantin Gâlcă
- 2025- :  Mirel Rădoi

### Effectif actuel (2025-2026)
| N° | Nat.                             | Poste | Nom du joueur                                   |
| -- | -------------------------------- | ----- | ----------------------------------------------- |
| 1  | Drapeau de la Roumanie           | G     | Silviu Lung Jr.                                 |
| 2  | Drapeau de la Roumanie           | D     | Florin Ștefan                                   |
| 3  | Drapeau de l'Ukraine             | D     | Oleksandr Romanchuk                             |
| 4  | Drapeau de la Roumanie           | M     | Alexandru Crețu                                 |
| 5  | Drapeau de la Géorgie            | M     | Anzor Mekvabishvili                             |
| 6  | Drapeau de la Roumanie           | M     | Vladimir Screciu                                |
| 7  | Drapeau de Cuba                  | M     | Luis Paradela (prêté par le Deportivo Saprissa) |
| 8  | Drapeau de la Roumanie           | M     | Tudor Băluță                                    |
| 9  | Drapeau de la Palestine          | A     | Assad Al Hamlawi                                |
| 10 | Drapeau de la Roumanie           | M     | Ștefan Baiaram                                  |
| 11 | Drapeau de la Roumanie           | D     | Nicușor Bancu ()                                |
| 12 | Drapeau de la Guinée équatoriale | D     | Basilio Ndong                                   |
| 14 | Drapeau de la France             | M     | Lyes Houri                                      |
| 15 | Drapeau de la Croatie            | D     | Juraj Badelj                                    |
| 17 | Drapeau du Costa Rica            | A     | Carlos Mora                                     |

| No. | Nat.                   | Position | Nom du joueur      |
| --- | ---------------------- | -------- | ------------------ |
| 18  | Drapeau de la Roumanie | M        | Mihnea Rădulescu   |
| 19  | Drapeau de la Roumanie | D        | Vasile Mogoș       |
| 20  | Drapeau de la Roumanie | M        | Alexandru Cicâldău |
| 21  | Drapeau de la Roumanie | G        | Laurențiu Popescu  |
| 23  | Drapeau du Portugal    | M        | Samuel Teles       |
| 24  | Drapeau de la Serbie   | D        | Nikola Stevanović  |
| 25  | Drapeau de la Roumanie | D        | Darius Fălcușan    |
| 27  | Drapeau de la Roumanie | A        | David Barbu        |
| 29  | Drapeau de la Roumanie | M        | Luca Băsceanu      |
| 30  | Drapeau de la Roumanie | M        | David Matei        |
| 31  | Drapeau de la Roumanie | G        | Matei Goga         |
| 33  | Drapeau de la Roumanie | G        | Alexandru Glodean  |
| 36  | Drapeau de la Roumanie | D        | Florin Gașpăr      |
| 39  | Drapeau de la France   | A        | Steven Nsimba      |
| 77  | Drapeau de l'Ukraine   | G        | Pavlo Isenko       |

### Joueurs emblématiques
- Ilie Balaci
- Ion Oblemenco
- Costică Ștefănescu
- Mircea Irimescu
- Aurel Țicleanu
- Nicolae Ungureanu
- Rodion Cămătaru
- Ion Geolgău
- Gica Popescu